# الدهال، شاهپور
الدهال، شاهپور (به انگلیسی: Aldhal, Shahapur) یک منطقهٔ مسکونی در هند است که در کارناتاکا واقع شده‌است.

## خصوصیات
الدهال ۱٬۰۵۱ نفر جمعیت دارد.